# Marthe et Mathilde
 (février 2023).
Si vous disposez d'ouvrages ou d'articles de référence ou si vous connaissez des sites web de qualité traitant du thème abordé ici, merci de compléter l'article en donnant les références utiles à sa vérifiabilité et en les liant à la section « Notes et références ».
Marthe et Mathilde est un récit biographique écrit par la journaliste Pascale Hugues, petite-fille des deux héroïnes, qui a en particulier travaillé pour le journal Libération et est correspondante de l'hebdomadaire Le Point à Berlin. 
Son intérêt réside dans le fait qu'à travers la vie de Marthe et de Mathilde, il témoigne de l'histoire mouvementée de l'Alsace pendant une centaine d'années entre la fin du XIXe siècle et la fin du XXe siècle puisqu'elles sont mortes toutes les deux en 2001, presque centenaires.

## Présentation
Elles s'appelaient Marthe et Mathilde, nées la même année, ont connu l'Alsace d'avant la Première Guerre mondiale, sont devenues inséparables, la Française Marthe et l'Allemande Mathilde. Deux destins qui n'auraient pourtant jamais dû se rencontrer vont en grande partie se confondre pour devenir une espèce de symbole de cette réconciliation improbables entre deux peuples ennemis. Le destin qu'elles ont connu rejoint la tragédie d'une Alsace écartelée entre deux états, lot commun de ses habitants, mais il est aussi particulier, exemplaire d'une amitié indéfectible entre une Française et une Allemande qui allait aboutir au mariage de Pierre, le fils aîné de Marthe, avec Yvette la fille cadette de Mathilde, dont la fille Pascale témoigne de leur long chemin vers des relations enfin apaisées entre des nations qui allaient elles aussi constituer un nouveau couple : le couple franco-allemand.
Marthe Réling et Mathilde Goerke, deux amies alsaciennes prises malgré elles dans une époque tourmentée, dans cette région déchirée par les guerres, écartelée entre la France et l’Allemagne. Leur histoire, c’est l’histoire de l’Alsace entre leur naissance en 1902 et leur décès en 2001. Elles vont vivre comme leurs compatriotes, douloureusement les problèmes d’identité et de migration des populations et ce retournement inespéré de l'Histoire après la Seconde Guerre mondiale.

## Au temps de l'Alsace annexée

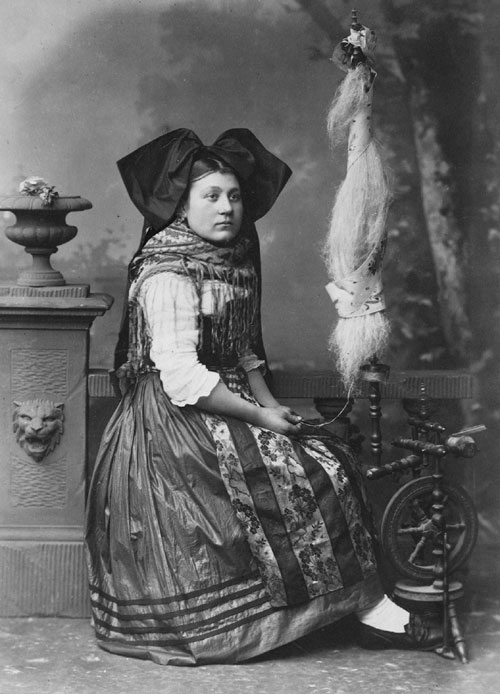
Costume traditionnel alsacien

« Le 18 novembre 1918, Colmar change de couleur. La ville est tricolore. »  Marthe Réling en costume d’Alsacienne prend place dans la haie d’honneur qui accueille les poilus. Mathilde Goerke, dont le père est allemand, reste cloîtrée dans sa chambre. Pour les Alsaciens, c’est la fête le temps des commémorations, vite rattrapé par la réalité : après presque 50 ans de germanisation, les Alsaciens ne connaissent plus guère la langue française. Mathilde elle, se sait exclue de la fête, son père Karl-Georg reste enfermé dans son bureau, soucieux de son  avenir et de celui de sa famille. Les Alsaciens veulent oublier la « parenthèse » allemande, même le développement économique et l’autonomie interne. Maurice Barrès en rajoute : «  L’amour de la France et la haine de la Prusse brûlent ici d’une ardeur égale ».
On les appelle les Altdeutschen ces Allemands venus s’installer en Alsace après l’annexion et qui vont être pour la plupart renvoyés dans leur pays en 1918-19. Les expulsions donnent lieu à des situations dramatiques. Rola Deine l’amie de Mathilde est expulsée en plein hiver. L’association des Allemands expulsés lance un appel pathétique au président Wilson, appel qui restera sans effet. Pour la famille Goerke, comme pour les autres familles allemandes qui sont restées, ce sont des années de vaches maigres, chômage, mise à l’index sont leur lot quotidien.
La discrimination officielle se voit dans l’attribution de quatre sortes de cartes d’identité, selon le degré de « francité », notée de A à D. Les Réling, Marthe et Alice sa mère, ont une carte A alors que les Goerke, Mathilde et son père, ont une carte D et la mère qui est belge, une carte C. Une politique de discrimination qui casse les familles. La République classe ses enfants : les « légitimes », les « tolérés », les « adoptés » et les « Boches ».
Georgette la sœur de Mathilde, est restée à Berlin où elle est institutrice. L’année 1918 à Berlin est terrible, surtout dans le quartier ouvrier d’Adlershof où elle demeure. Aux restrictions, à l’absence du nécessaire pour la population, qui montre bien que l’Allemagne était à bout de forces, s’ajoute l’anarchie politique, l’émergence d’une extrême gauche qui veut prendre le pouvoir et crée dans les villes des conseils ouvriers.

## L'entre-deux-guerres
Georgette Goerke vit ces événements avec passion, aide comme elle peut les plus pauvres de son quartier. L‘empereur Guillaume II a beau avoir abdiqué, rien ne semble pouvoir ramener l’ordre. Il faudra l’assassinat le {{|date- 15 janvier 1919}} de Rosa Luxemburg et Karl Liebknecht et une féroce répression militaire pour qu’une république faible et divisée puisse voir le jour.
Pour Mathilde, adieu le beau lycée de la Höhere Mädchenschule rebaptisée lycée Camille Sée, près de la statue d’Auguste Bartholdi, un enfant de Colmar. Elle est renvoyée, « pas de Boches chez nous » tonne la directrice.
Georgette Goerke vit les jours tumultueux de Berlin quand le général Wolfgang Kapp fomente un coup d’état au printemps 1920 pour renverser la jeune république. Dans ses lettres, Georgette explique comment la grève générale réussit à juguler le putch militaire, mais aussi comment dans son quartier de l’Adlershof, les soldats de la république vont à leur tour mater la grève et la révolte des ouvriers dans le sang. Comment la république de Weimar va perdre ainsi son assise ouvrière et populaire.
Avec ses camarades, Fräulein Goerke va alors se battre pour l’école, d’abord pour lutter contre la toute-puissance de l’église, ensuite pour réformer l’enseignement, le démocratiser et le libérer de l’étouffante morale prussienne. Elle veut instaurer « des relations d’égal à égal avec les élèves », un dialogue avec les parents. « Georgette est du côté des justes » commente Mathilde, admirative et perturbée par les bouleversements de ces années d’après-guerre. Mais elle tombe gravement malade et Mathilde est anéantie par la mort de sa sœur.
En 1933, quelques semaines après leur prise de pouvoir, les nazis suppriment l’école laïque, la mixité est abolie, « on enseigne désormais les théories racistes ».

La guerre, les futurs époux de Marthe et de Mathilde l'ont faite, Gaston Hugues le Français dont Marthe va rêver quand il défilera, vainqueur, dans les rues de Colmar, Joseph Klébaur alsacien allemand en Prusse orientale puis dans les Flandres avec l'armée allemande. En Alsace, sur le monument aux morts de 1914-1918, nulle inscription Morts pour la patrie mais de façon plus laconique À nos morts ou À nos enfants. Joseph est ce qu'on appelle un Wackes, espèce de gredin en alsacien, un homme auquel on ne peut faire confiance, un alsacien dont les allemands se méfient, l'envoyant loin de chez lui sur le front de l'Est, lui refusant ensuite toute permission, un Allemand tenu en suspicion par l'Alsace française après la guerre.
Dans cette entre-deux-guerres où la « normalisation » est difficile dans une Alsace déchirée, Marthe et Mathilde sont séparées, Marthe suivant son mari militaire au hasard de ses nominations. Elles s'écrivent beaucoup mais s'ennuient l'une de l'autre. Marthe va perdre son mari, victime du paludisme contracté au Maroc. Puis, peu de temps après, c'est de nouveau la guerre. Joseph revêt cette fois-ci l'uniforme français, juste pour le temps de la  drôle de guerre. Pour les Alsaciens, le cauchemar recommence. La germanisation de l'Alsace est particulièrement rapide. Les Alsaciens s'en accommodent comme ils peuvent et « vivent une double vie : française à la maison, allemande au-dehors. »
Pour les Alsaciens, l'Histoire se répète : c'est maintenant au tour de Marthe et ses deux fils de connaître l'exil, les malgré-nous sont incorporés de force dans l'armée allemande, victimes d'une suspicion qui rappelle 'l'autre guerre'.

## Après la Seconde Guerre mondiale
Colmar n'est libérée que le 2 février 1945. Il fait un froid glacial. « Mathilde s'amusait de voir ses deux filles Georgette et Yvette habillées en Alsaciennes », elle qu'on n'avait pas jugée digne de porter ce costume en 1918. Elle déteste parler de cette période où l'épuration a largement sévi ; et puis l'impensable va peu à peu se produire, une lente et solide réconciliation entre ces deux peuples qui se sont si ardemment combattus. Mathilde l'Allemande - qui a eu honte d'être née allemande en voyant les photos des camps de concentration - a du mal à y croire, à s'imaginer que ce fût possible.
L'après-guerre est aussi le temps des désillusions. Mais Marthe et Mathilde ne s'en soucient guère : elles se sont enfin retrouvées et leurs enfants occupent toute leur vie. Mais Joseph tombe malade et Mathilde le soignera avec dévouement jusqu'à son décès le 5 juin 1972. Marthe et Mathilde sont partagées quant à la pérennité de la réconciliation franco-allemande : à la fois incrédules et pleines d'espoir.
Mathilde a deux filles très différentes. Georgette « la Française », qui se fait appeler Ariane, qui ne jure que de Paris où elle a vécu presque toute sa vie. Elle avait l'esprit français, garçonne et maquillée, tenant dans la capitale du goût une boutique huppée de vêtements à la mode. Une révoltée comme sa tante Georgette la Berlinoise, qui défendait déjà à son époque l'évolution de la condition féminine. Yvette « l'Allemande » ne voulait rien perdre de sa double culture, imposait l'Allemand en première langue étrangère à sa fille, lisait Der Spiegel et encensait le système scolaire allemand. Ce que son mari appelait sa « germanophilie ».

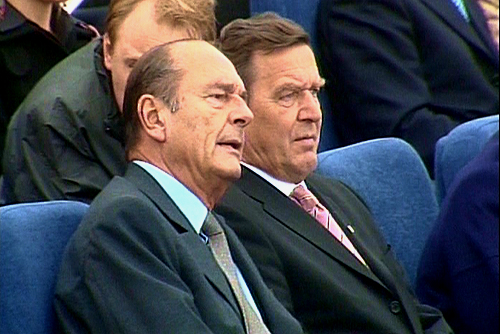
Symbole de la réconciliation

Mathilde ressemble décidément à sa sœur Georgette, cultivée et non-conformiste, « fille de cette bourgeoisie allemande libérale et émancipée » précise l'auteur, qui détonne dans ce milieu étriqué de la bourgeoisie alsacienne de Colmar effrayée par la victoire socialiste en 1981. Depuis 1870, que l'Alsace soit française ou allemande, le Rhin était devenu une frontière infranchissable pour les Alsaciens et pour les Goerke en particulier qui ont rompu tout contact avec leur famille d'outre-Rhin. Mais avec la réconciliation, les choses ont peu à peu évolué. Marthe est retournée en Allemagne, y a rencontré une amie Rita, encore plus anticonformiste que sa sœur Mathilde, chez qui elle se rend assez souvent. Ainsi se concrétise le sens profond de la réconciliation et concourt par là même à la renforcer.
Septembre 1989. Pascale, la petite fille de Marthe et de Mathilde est mutée à Berlin quelques semaines avant que tombe le mur. Pleins feux sur la ville réunifiée. Mathilde en est tout excitée et dévore les articles que Pascale écrit pour le journal Libération. À travers elle, elle revit d'autres événements, un passé qui resurgit en cascades.
Mathilde toujours aussi[Quoi ?] se fera incinérer ; ses cendres seront répandues sous un sapin dans le massif du « Schnepfenried » d'où elle peut apercevoir la Forêt-Noire, « si je dois, et si je dois quitter mon village... » a, comme elle le voulait, chanté la famille réunie sous le sapin où ses cendres reposent.

## Section annexes